# Xerox NoteTaker
Der Xerox NoteTaker war einer der ersten frühen portablen Computer. Der Rechner wurde am Xerox PARC in Palo Alto im Jahre 1976 entwickelt. Obwohl der Rechner niemals in die Serienproduktion ging und lediglich ca. zehn Prototypen des Rechners produziert wurden, hatte das Modell einen starken Einfluss auf die später erschienen Rechner Osborne 1 und Compaq Portable Computer.
Der NoteTaker wurde durch ein Team um die Entwickler Adele Goldberg, Douglas Fairbairn und Larry Tesler realisiert. Das Grundkonzept des Rechners lehnte sich stark an das Dynabook Konzept von Alan Kay an. Während das Dynabook ein Konzept für einen tragbaren Computer war, das zum damaligen Zeitpunkt mit der bestehenden Technik nicht umgesetzt werden konnte, sollte der NoteTaker demonstrieren, was damals mit bestehender Technik realistisch umgesetzt werden konnte.
Der Rechner enthielt für die damalige Zeit sehr hochleistungsfähige Technik: einen ins Gehäuse eingebauten monochromen Monitor, ein Diskettenlaufwerk und eine Maus. Der Rechner war mit 256 kB RAM ausgestattet, was zum damaligen Zeitpunkt ein sehr großer Arbeitsspeicher war. Als Hauptprozessor kam ein mit 1 MHz getakteter Intel 8086 zum Einsatz, zwei weitere dieser Chips waren für die Grafik und Ein-/Ausgabe (Netzwerk usw.) zuständig. Der Xerox NoteTaker verwendete eine Version des Smalltalk Betriebssystems, das für den Xerox Alto Computer entwickelt worden war.